# Starkenburg (Burgruine)
Die Starkenburg ist die Ruine einer Spornburg auf 365 m ü. NHN, deren Mauerreste in der heutigen rheinland-pfälzischen Ortsgemeinde Starkenburg liegen.

## Geschichte
Die Burg war bis um 1350 Sitz der hinteren Grafschaft Sponheim. Graf Gottfried III. von Sponheim soll bereits auf der Burg residiert haben. Nach dem Bau der Grevenburg wurde die Starkenburg von Burgmannen verwaltet. Im 16. Jahrhundert wurde die Burg von den pfälzischen sponheimischen Gemeinsherren benutzt, beispielsweise wurde Pfalzgraf Johann I. von Simmern 1459 in ihr geboren und ist 1509 in ihr verstorben, und das „Schloss“ Starkenburg diente auch als Witwensitz seiner Ehefrau Gräfin Johanna von Nassau-Saarbrücken (Tochter des Grafen Johann III. von Nassau-Saarbrücken), die ebenfalls in der Starkenburg im Jahr 1521 verstarb. Im Laufe der Jahrhunderte verfiel die Starkenburg allmählich.
Die Burg lag auf der Grenze der Pfarreien Enkirch und Traben und damit gab es auch zwei Lehnsherren. Der Enkircher Teil wird 1197 als Kurtrierer Lehen erwähnt, der Trabener Teil wurde bis 1359 als Lehen vom Kloster Corvey vergeben.